# Blepharida arabica
Blepharida arabica es un coleóptero de la familia Chrysomelidae. Fue descrita en 1996 por Medvedev.